# Ленінська селищна рада (Свердловськ)
Ле́нінська се́лищна ра́да — орган місцевого самоврядування у складі Свердловської міської ради Луганської області. Адміністративний центр — селище міського типу Ленінське.

## Загальні відомості
- Ленінська селищна рада утворена в 1938 році.
- Територія ради: 6,84 км²
- Населення ради: 4 399 осіб (станом на 2001 рік)

## Населені пункти
Селищній раді підпорядковані населені пункти:
- смт Ленінське
- с. Маловедмеже
- с-ще Устинівка
- с-ще Федорівка

## Склад ради
Рада складається з 24 депутатів та голови.
- Голова ради: Яцюк Олександр Григорович
- Секретар ради: Данченко Ірина Валеріївна

### Керівний склад попередніх скликань
| ПІБ                         | Основні відомості                                                                            | Дата обрання | Дата звільнення |
| --------------------------- | -------------------------------------------------------------------------------------------- | ------------ | --------------- |
| Яцюк Олександр Григорійович | Селищний голова, 1957 року народження, член Соціал-демократичної партії України (об'єднаної) | 26.03.2006   | 31.10.2010      |
| Яцюк Олександр Григорович   | Селищний голова, 1957 року народження, освіта вища, член Партії регіонів                     | 31.10.2010   |                 |

Примітка: таблиця складена за даними джерела

### Депутати
За результатами місцевих виборів 2010 року депутатами ради стали:

#### За суб'єктами висування
| Суб'єкт висування                 | Кількість обраних депутатів | %    |
| --------------------------------- | --------------------------- | ---- |
| Партія регіонів                   | 18                          | 75   |
| Комуністична партія України       | 3                           | 12,5 |
| Політична партія «Сильна Україна» | 2                           | 8,3  |
| Самовисування                     | 1                           | 4,2  |

#### За округами
| № округу                          | Прізвище, ім'я, по батькові       | Дата визнання обраним | Освіта                    | Партійна приналежність                  | Відомості про обраного депутата                             |
| --------------------------------- | --------------------------------- | --------------------- | ------------------------- | --------------------------------------- | ----------------------------------------------------------- |
| Комуністична партія України       |                                   |                       |                           |                                         |                                                             |
| 19                                | Белинец Олег Петрович             | 03.11.2010            | Освіта вища               | позапартійний                           | приватний підприємець                                       |
| 23                                | Дімов Андрій Андрійович           | 03.11.2010            | Освіта вища               | позапартійний                           | пенсіонер                                                   |
| 24                                | Жилін Віктор Іванович             | 03.11.2010            | Освіта середня            | позапартійний                           | пенсіонер                                                   |
| Партія регіонів                   |                                   |                       |                           |                                         |                                                             |
| 1                                 | Панкратов Ігор Олександрович      | 03.11.2010            | Освіта середня            | член Партії регіонів                    | ВП "Шахта «Харківська», слюсар                              |
| 2                                 | Будюкіна Тетяна Іванівна          | 03.11.2010            | Освіта середня спеціальна | член Партії регіонів                    | Ленінська селищна рада, землебудівельник                    |
| 3                                 | Пагиря Інна Іванівна              | 03.11.2010            | Освіта середня спеціальна | член Партії регіонів                    | Відділ зв'язку смт Ленінське, листоноша                     |
| 4                                 | Дацкова Наталія Василівна         | 03.11.2010            | Освіта середня спеціальна | член Партії регіонів                    | тимчасово не працює                                         |
| 8                                 | Уваренко Галина Євгеніівна        | 03.11.2010            | Освіта середня            | член Партії регіонів                    | Ленінська селищна рада, бухгалтер                           |
| 9                                 | Катанідіс Надія Брониславіна      | 03.11.2010            | Освіта середня спеціальна | член Партії регіонів                    | тимчасово не працює                                         |
| 10                                | Мильниченко Любов Іванівна        | 03.11.2010            | Освіта середня            | член Партії регіонів                    | ясла-садок «Синичка», бухгалтер                             |
| 11                                | Карпекін Олександр Євгенович      | 03.11.2010            | Освіта середня            | член Партії регіонів                    | пенсіонер                                                   |
| 12                                | Пивоваров Олег Олександрович      | 03.11.2010            | Освіта вища               | член Партії регіонів                    | ДП СРМЗ, слюсар                                             |
| 13                                | Данченко Ірина Валеріївна         | 03.11.2010            | Освіта вища               | член Партії регіонів                    | Свердловський ЛЕО, начальник відділу                        |
| 14                                | Азарова Надія Андріївна           | 03.11.2010            | Освіта вища               | член Партії регіонів                    | КП «Стандарт», головний бухгалтер                           |
| 15                                | Дєменкова Наталія Ібрагимівна     | 03.11.2010            | Освіта середня спеціальна | член Партії регіонів                    | ясла-садок «Синичка», вихователь                            |
| 16                                | Сапунов Іван Михайлович           | 03.11.2010            | Освіта середня спеціальна | член Партії регіонів                    | пенсіонер                                                   |
| 17                                | Мильниченко Олександр Едуардович  | 03.11.2010            | Освіта середня спеціальна | член Партії регіонів                    | ВП "Шахта «Харківська», електрослюсар                       |
| 18                                | Мазурова Ірина Ільсурівна         | 03.11.2010            | Освіта вища               | член Партії регіонів                    | Ленінська загальноосвітня школа, вчитель                    |
| 20                                | Долгальова Олена Валеріївна       | 03.11.2010            | Освіта вища               | член Партії регіонів                    | тимчасово не працює                                         |
| 21                                | Клімечукова Зінаїда Олександрівна | 03.11.2010            | Освіта середня спеціальна | член Партії регіонів                    | ВП "Шахта «Харківська», телефоністка                        |
| 22                                | Макагонова Лариса Олексіївна      | 03.11.2010            | Освіта середня            | член Партії регіонів                    | КП «Стандарт», начальник                                    |
| Політична партія «Сильна Україна» |                                   |                       |                           |                                         |                                                             |
| 5                                 | Козинська Людмила Миколаївна      | 03.11.2010            | Освіта середня спеціальна | член Політичної партії «Сильна Україна» | Фельдшерсько-акушерський пункт с. Устинівка, медична сестра |
| 7                                 | Роденко Ольга Іванівна            | 03.11.2010            | Освіта вища               | член Політичної партії «Сильна Україна» | Ленінська загальноосвітня школа, вчитель                    |
| Самовисування                     |                                   |                       |                           |                                         |                                                             |
| 6                                 | Татаренко Петро Юрійович          | 03.11.2010            | Освіта вища               | член Партії регіонів                    | пенсіонер                                                   |